# Eriosema linifolium
Eriosema linifolium är en ärtväxtart som beskrevs av Baker f. Eriosema linifolium ingår i släktet Eriosema och familjen ärtväxter. Inga underarter finns listade i Catalogue of Life.